# And Now... Ladies & Gentlemen
And Now... Ladies & Gentlemen è un film del 2002 diretto da Claude Lelouch.
È stato presentato fuori concorso, come film di chiusura, al 55º Festival di Cannes.

## Trama
Un ladro inglese, gentiluomo e a tratti perbene, per evitare di farsi catturare dalla polizia decide di partire per un lungo viaggio nel Mediterraneo con il suo yacht, e vuole dimenticare il suo passato burrascoso e mettere in discussione il senso della sua vita. Arrivato in Marocco è costretto però a fermarsi lì, a causa di un attacco di amnesia dovuto ad un tumore al cervello non diagnosticato. Lì incontra una cantante jazz, che come lui è affetta dallo stesso problema. I due iniziano una relazione d'amicizia, che diventerà nel corso del tempo una storia d'amore, finché il ladro viene accusato di un furto di gioielli.

## Produzione
Il film è stato in parte girato in Marocco, a Essaouira e Fès, altre scene sono state realizzate a Londra e Parigi. La musica è stata creata da Michel Legrand.